# Simon Gronowski

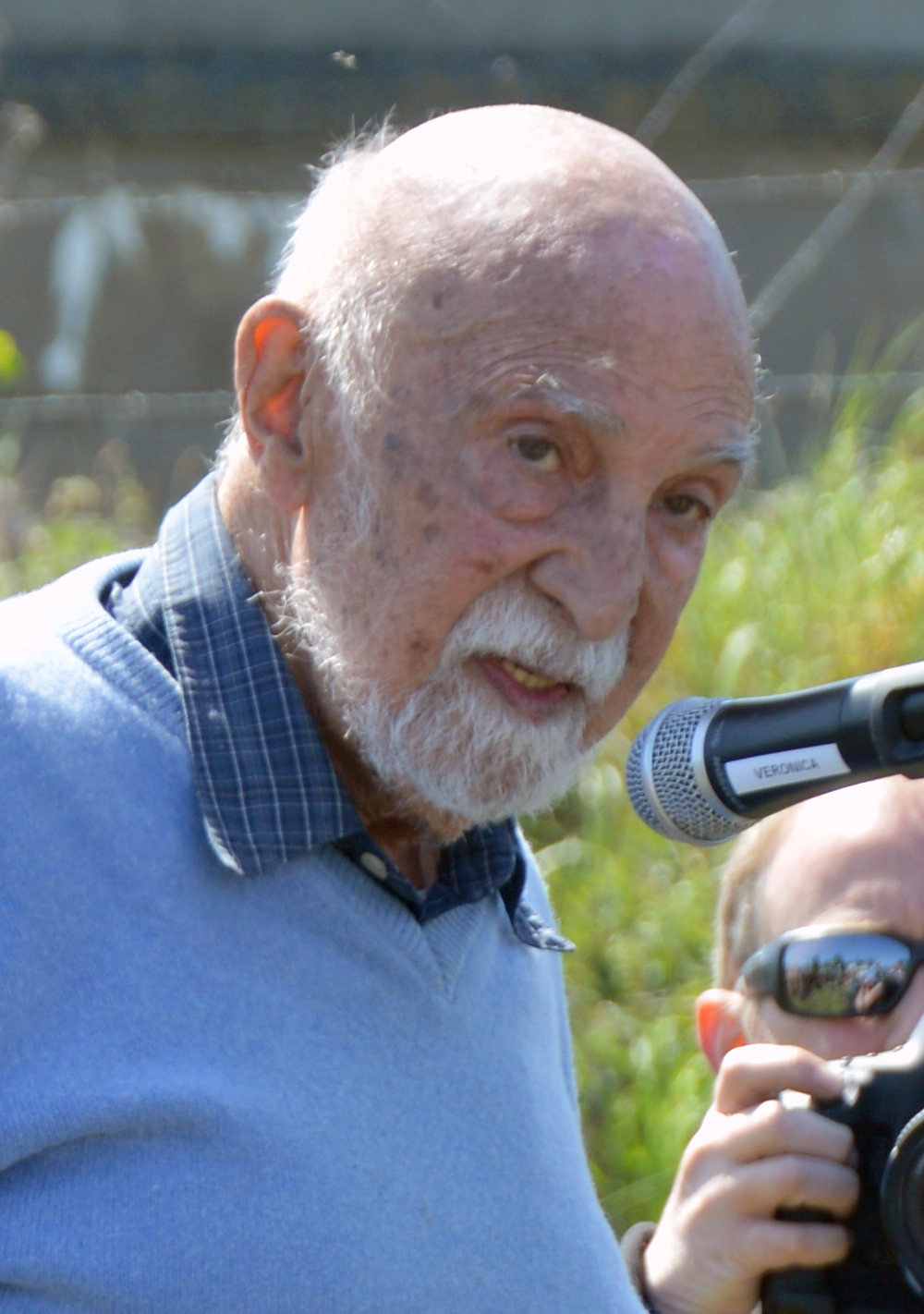
Simon Gronowki nel 2022

Simon Gronowski (Bruxelles, 12 ottobre 1931) è un avvocato belga, di famiglia ebraica, superstite dell'Olocausto, autore di un libro di memorie sulla sua esperienza di bambino dell'Olocausto come deportato dal campo di transito di Malines e sulla sua fuga durante il trasporto sul treno che avrebbe dovuto condurlo a morire ad Auschwitz.

## Biografia
Simon Gronowski nasce a Bruxelles nel 1931. Suo padre, Leon, era emigrato in Belgio dalla Polonia. Sua madre, Chana, proveniva invece dalla Lituania. Sposatisi a Liegi nel 1923 avevano già una figlia, Ita, nata nel 1924. In famiglia si parlava il francese e l'yiddish.
La famiglia viveva a Etterbeek, dove il padre aveva una bottega di pelletteria. Simon frequenta la scuola e si unisce ai boy scouts. La vita tranquilla e felice della famiglia è interrotta dall'occupazione nazista del Belgio nel maggio 1940. Il loro negozio e laboratorio di pelletteria sono confiscati; nel 1942 a Simon non è più permesso di frequentare le scuole pubbliche. Cominciano gli arresti e le deportazioni, cui la famiglia cerca di sottrarsi rifugiandosi in un piccolo appartamento a Woluwe-Saint-Lambert. Qualcuno però rivela la loro presenza e il 17 marzo 1943 i membri della famiglia sono arrestati dalla Gestapo. La madre afferma di essere vedova: il padre, che ammalato si trovava in quel momento in ospedale, sfugge così alla cattura.
Simon, la madre e la sorella vengono condotti al campo di transito di Malines, da cui partono i treni per Auschwitz. Il 19 aprile 1943 Simon e la madre partono a bordo di un convoglio con 1630 deportati (la sorella, essendo di nazionalità belga, rimane invece per il momento prigioniera al campo). 
Simon sarebbe giunto ad Auschwitz se tre giovani membri della Resistenza belga (Youra Livchitz, Robert Maistriau e Jean Franklemon) non avessero deciso di attaccare il convoglio, incitando i prigionieri a fuggire. I prigionieri riescono ad aprire la porta anche del vagone dove si trovano Simon e la madre. La madre spinge il figlioletto a saltare dal treno. La fuga ha successo.
Simon corre per tutta la notte attraverso i boschi, ritrovandosi la mattina successiva in un piccolo villaggio, Berlinger, una frazione di Borgloon. Simon afferma di essersi sperduto in una gita con amici, ma il poliziotto della contea Jean Aerts comprende immediatamente la sua provenienza e invece di consegnarlo ai tedeschi, lo accompagna ad una stazione vicino perché possa tornare dal padre.
Simon riuscirà a sopravvivere in clandestinità per il resto del conflitto, fino alla liberazione nel settembre 1944. Pur separato dal padre (che potrà vedere solo tre volte in 17 mesi) resta protetto da alcune famiglie belghe non ebree. Sia la madre che la sorella (deportata il 2 settembre 1943) periranno ad Auschwitz. Il padre sopravvive ma, provato dal dolore, muore nel luglio 1945. A 13 anni, Simon resta così orfano.
Simon vive con alcuni amici di famiglia, fino a che, compiuti di 16 anni, torna da solo nella casa di famiglia a Etterbeek. Compiuti gli studi si iscrive all'Università diventando nel 1954 avvocato, professione che eserciterà tutta la vita. La passione per la musica lo porta anche ad essere un apprezzato pianista jazz. Nel 1963 si sposa; la coppia ha quattro figli.
Come successo per la maggior parte dei superstiti dell'Olocausto per molto tempo non parlerà di ciò che ha vissuto durante la guerra, finché nel 1993 non sarà contattato da alcuni storici che lo inviteranno a raccontare la sua storia. Da allora Simon diventerà in Belgio uno dei più attivi testimoni dell'esperienza dei bambini dell'Olocausto partecipando a numerosi incontri nelle scuole e guidando gruppi di giovani ad Auschwitz. È presidente dell'Unione dei deportati ebrei in Belgio.
Nel 2002 pubblica un libro di memorie, Simon, l'enfant du 20e convoi. Al funzionario di polizia belga che lo aveva aiutato nella fuga è stato assegnato il riconoscimento di giusto tra le nazioni dall'Istituto Yad Vashem.

## Autobiografia
- Simon Gronowski, Simon, l'enfant du 20e convoi, éditions Luc Pire, 2002.